# María Ester Gatti
María Ester Gatti de Islas (* 13. Januar 1918 in Montevideo; † 5. Dezember 2010 ebenda) war eine uruguayische  Menschenrechtsaktivistin.
Gatti, 1918 in der „calle Guaná“ geboren, heiratete 1948 den am 24. Juli 1980 verstorbenen Ramón Agustín Islas González. Sie lebte den größten Teil ihres Lebens im montevideanischen Viertel Colón.
Sie gehörte 1985 zu den Gründern der Vereinigung der Angehörigen von verschwundenen politischen Gefangenen aus Uruguay („Madres y Familiares de Uruguayos Detenidos Desaparecidos“). Die Initiative zur Gründung dieser Organisation entstand aus der eigenen Familiengeschichte. Ihre einzige Tochter María Emilia Islas de Zaffaroni (18. April 1953–?) wurde gemeinsam mit Mann Jorge Zaffaroni Castilla und Tochter Mariana am 27. September 1976 während der Phase der Diktatur vom uruguayischen und argentinischen Militär in Argentinien verhaftet und verschleppt. Lediglich ihre am 22. März 1975 geborene Enkelin Mariana Zaffaroni, zur Zeit der Entführung 18 Monate alt, tauchte 1992 als Adoptivkind eines uruguayischen Geheimdienstangehörigen wieder auf. Dem liegt der französisch-uruguayische Dokumentarfilm „Por esos ojos“ zugrunde. Sie kämpfte auch weiterhin gegen die mit dem Ley de Caducidad verbundene Straflosigkeit vieler während der Diktaturphase begangener Verbrechen und trat für eine Abschaffung dieses Gesetzes ein. Gatti starb 92-jährig in der Residencia San José in der „calle Millán“.

## Auszeichnungen
- Ehrenbürgerin („Ciudadana Ilustre“) von Montevideo (2008)